# Suore cieche di San Paolo
Le Suore Cieche di San Paolo (in francese Sœurs Aveugles de Saint-Paul) sono un istituto religioso femminile di diritto pontificio.

## Storia
La congregazione fu fondata a Parigi il 29 giugno 1852 da Anne Bergunion insieme ad alcune donne cieche. Il canonico Henri Juge diede alla fondazione un notevole sostegno sia spirituale che materiale e, per procurare un lavoro alle religiose, fece installare nel loro convento una tipografia in Braille.
L'istituto ricevette il pontificio decreto di lode il 21 aprile 1856.

## Attività e diffusione
La congregazione è composta da suore cieche che si dedicano all'educazione delle bambine non vedenti.
La sede generalizia è a Parigi.
Nel 2007 l'istituto contava 24 religiose e una sola casa.